# 彼得森国际经济研究所
彼得森国际经济研究所（英語：Institute for International Economics），由伯格斯滕（C. Fred Bergsten） 成立於1981年，是非營利無黨派的美国两大智庫之一。

## 历史
2006年，為了紀念其共同创始人彼得·喬治·彼得森（Peter G. Peterson），更名为「彼得·喬治·彼得森國際經濟研究所」（Peter G. Peterson Institute for International Economics）。

## 主要出版物
2006年4月11日与战略与国际问题研究中心联合出版《中国：决算表》一书，讨论中国崛起和美国对策。

## 主要研究課題
- 債務及發展：貪污與治理、債務緩減、外國援助、技術及發展中國家、過度型經濟、世界銀行及地區銀行
- 全球化：全球化與環境、全球化與勞工問題、全球化政治
- 國際金融及宏觀經濟：外匯及貨幣政策、金融、投資、債務、全球金融危機、國際貨幣基金會、新經濟與生產力、世界經濟
- 國際貿易及投資：競爭政策、公司治理及透明度、電子商貿及科技、經濟制裁、能源、外國直接投資、知識產權、地區性貿易區、服務、稅務政策、世界貿易組織與其他環球機構
- 美國經濟政策：經濟制裁、外國援助、貿易爭議、美國貿易促進局、美國貨幣政策、美國貿易政策